# Elo (razza canina)
L'Elo è una razza canina tedesca non riconosciuta dalla FCI.

## Storia
L'Elo appartiene al tipo spitz. Nel 1987 iniziarono alcuni allevatori a sviluppare la nuova razza, e nel 2005 c'erano già più di 65 allevatori attivi. Il nome Elo è stato registrato in Germania. Per questo motivo la razza è anche nota come Familienhund (cane da famiglia), razza sviluppata a partire da esemplari Elo, ma da allevatori non appartenenti all'Associazione. Poiché la razza si trova ancora in fase di sviluppo, gli esemplari sono ancora talvolta di aspetto diverso l'uno dall'altro; per questo motivo la razza non è ancora riconosciuta né a livello nazionale in Germania (VDH) né internationale (FCI).
Il Progetto Elo iniziò sotto il nome „Eloschaboro“, che fa riferimento alle tre razze originali – Eurasier, Bobtail e Chow Chow. Più tardi la denominazione venne cambiata in Elo, che è stato registrato come marchio. Proprietari del Marchio tedesco sono Heinz e Marita Szobries, i fondatori della razza.

## Descrizione
Gli Elo hanno orecchie rigide e diritte, di taglia media e mobili, la coda può essere arrotolata sopra la schiena. Gli Elo vengono allevati di colori diversi, anche a chiazze. Possiedono zampe piccole e di forma rotonda.
Gli Elo vengono allevati in due grandezze diverse, ciascuna con due varietà di pelo:
- Grande Elo 46 – 60 cm altezza al garrese, peso 22 – 35 kg
- Piccolo Elo 35 – 45 cm altezza al garrese, peso 10 – 15 kg
- Pelo lungo
- Pelo ruvido

L'aspetto dei due gruppi differisce notevolmente, l'Elo a pelo lungo assomiglia all'Eurasier, quello a pelo ruvido ad un Bobtail, allorché con orecchie diritte.

## Carattere
L'Elo è un cane da famiglia, tranquillo e senza pretese. Possiede una elevata soglia di sopportazione e un istinto di caccia poco sviluppato o inesistente. Ha un bisogno medio di movimento, è sicuro di sé e giocherellone. Il comportamento sociale è al centro dell'allevamento e viene influenzato attraverso programmi di allevamento particolari.

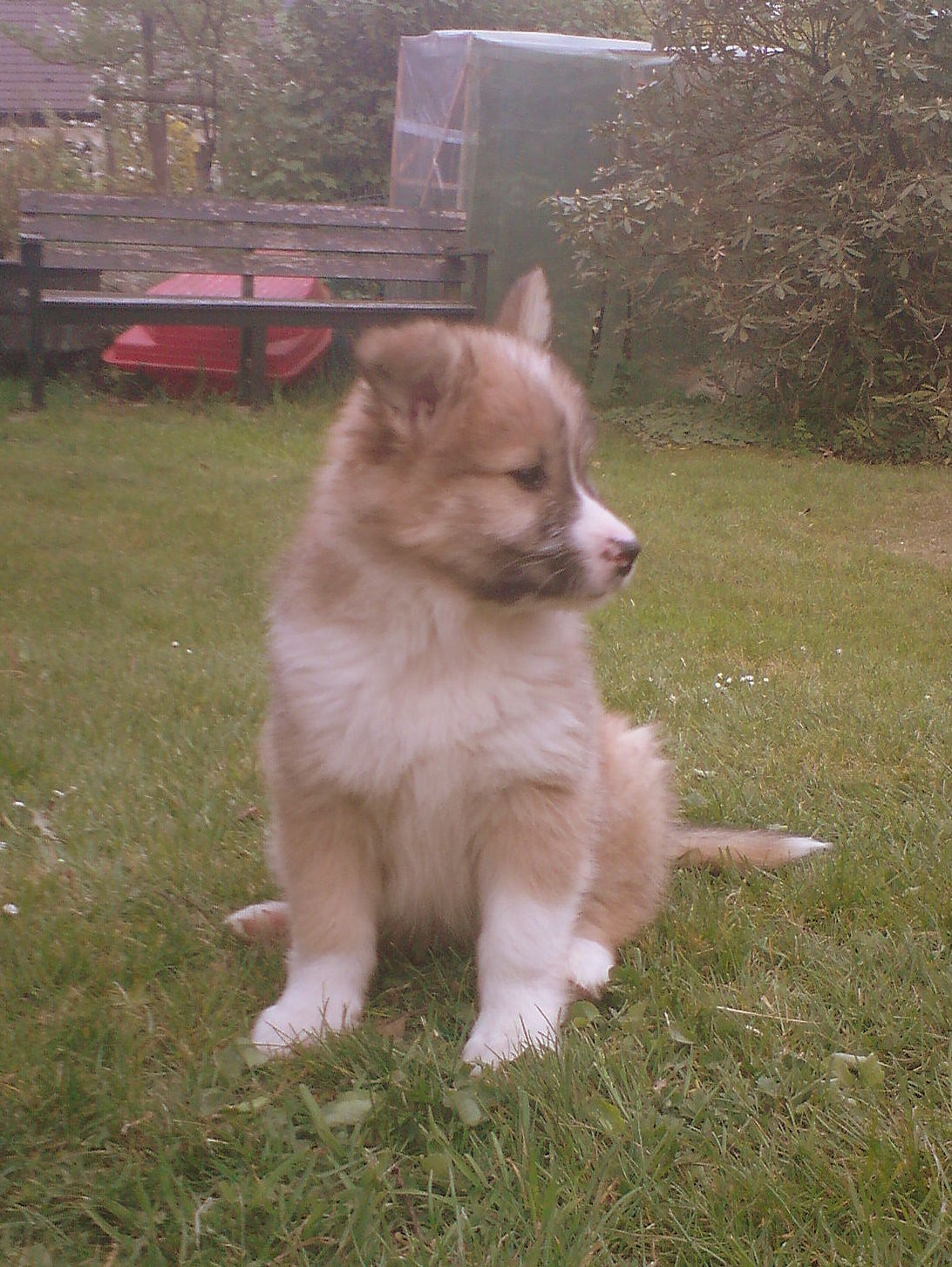
Foto 1: Cucciolo di Elo a pelo lungo

## Obiettivi dell'allevamento
L'obiettivo è quello di creare un cane da famiglia istintivamente sicuro. Allo sviluppo della razza hanno partecipato principalmente l'Eurasier, il Bobtail ed il Chow Chow. Per allargare la base della razza sono stati utilizzati in seguito per l'incrocio il Samoiedo ed il Dalmata.
Una varietà minore è il piccolo Elo. Qui vennero incrociati in seguito con il Pechinese, il Volpino italiano, lo spitz ed il Nihon Supittsu.
Particolare importanza viene data alle qualità caratteriali, l'aspetto viene solo al secondo posto. Deve essere una razza sana, senza problemi genetici, istintivamente sicura, adatta ai bambini ed attenta, con buone qualità come cane da accompagnamento, da famiglia e da compagnia. Inoltre si vogliono sviluppare anche qualità da cane da guida per ciechi e handicappati.
Un progetto simile venne iniziato con l'allevamento dei Wäller.

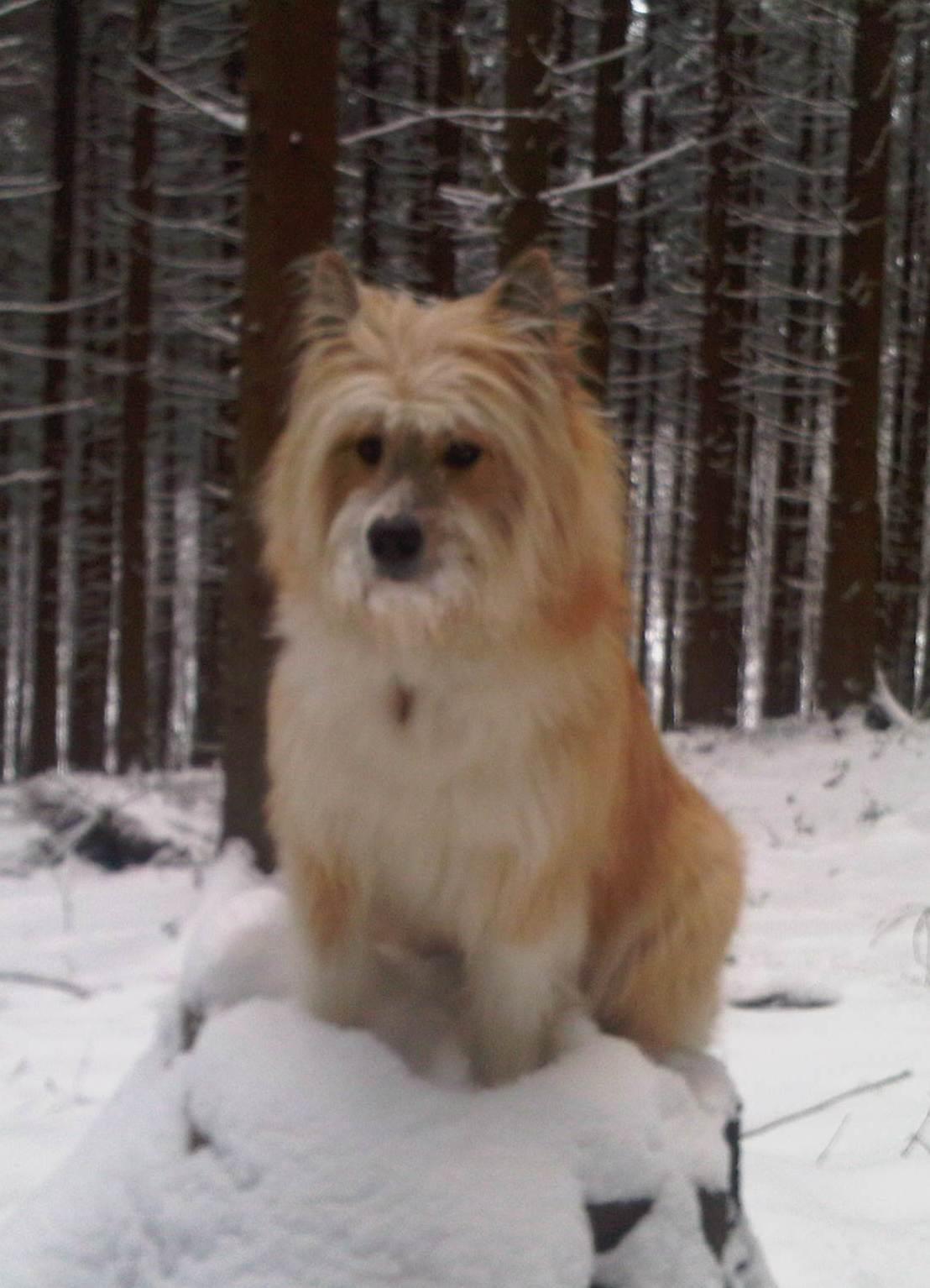
Foto 2: Stesso esemplare, da adulto

## Cure
Dal punto di vista dell'allevamento esiste per l'Elo il problema di relativamente ridotta quantità di individui con il pericolo di incesto, con conseguenti depressioni, malattie genetiche tra le quali relativamente frequente la Distichiasi che può comportare danneggiamenti alla cornea.
Per l'autorizzazione all'allevamento viene effettuata una visita oculisica, al fine di evitare la trasmissione della Distichiasi. Altresì è prescritta una visita radiografica per evitare la trasmissione della displasia congenita dell'anca.